# Асланов, Гай Григорьевич
Гай Григо́рьевич Асла́нов (16 июня 1913, Крым — 24 мая 1974, Москва) — советский оператор документального и научно-популярного кино, фронтовой кинооператор в годы Великой Отечественной войны.

## Биография
Родился в армянской семье в селе Крым в Нахичеванском армянском округе Ростовского уезда (ныне — Мясниковский район Ростовской области). В 1929—1933 годах учился в художественном училище по специальности «оформитель». Затем без отрыва от производства учился в индустриальном техникуме, который окончил в 1937 году по специальности электрик.
С мая 1938 года начал работать ассистентом оператора на Ростовской студии кинохроники, затем оператором.
Призван в Красную армию в октябре 1941 года. В звании техник-лейтенант направлен Кинокомитетом во фронтовую киногруппу Южного фронта в качестве ассистента оператора. С сентября 1942 года — в киногруппе Закавказского фронта (Черноморская группа войск), с марта 1943 года — Северо-Кавказского. Несмотря на отсутствие специального профессионального образования в служебных характеристиках по оценкам съёмок 1942—1943 годов отмечали творческий рост Асланова.

Тов. Асланов Г. Г. — с самого начала наступательных действий 37 Армии находился непосредственно в частях, производя снимки наиболее интересных эпизодов борьбы<…> причём все снимки производились на переднем крае, под сильным пулемётным и миномётным огнём.
— Начальник отделения агитации и пропаганды политотдела 37 армии — майор Смирнов, 16 июля 1943 г.
С сентября 1943 года работал в киногруппе 4-го Украинского фронта, с марта 1944 года переведён в киногруппу 3-го Украинского фронта, с которой принял участие в Болгарской операции.
Первыми глашатаями освободительной армии и в столице были советские военные журналисты, среди них кинооператор Гай Асланов и писатель Вадим Кожевников. На одной из фотографий мы видим, как кинооператор под защитой трофейного автомобиля No 9642-В производит съёмку камерой «Аймо» на пустынной площади перед Национальным банком.
За успешную работу и творческий рост в 1944 году ему присвоили звание оператора, его съёмки неоднократно отмечались первыми премиями.

Присвоение т. Асланову звания оператора в 1944 г. было проведено с большим опозданием, ибо ещё до войны, а также весь период войны, он работал самостоятельно и давал яркий авторский репортаж.
… он является высококвалифицированным оператором, сочетающим оперативность, журналистскую хватку хроникёра с большим художественным мастерством.
— Бывший начальник киногрупп Южной группы войск
режиссёр Р. Кацман, 4 января 1946 г.
С июля 1945 года снимал в киногруппе Южной группы войск на территории Румынии, Болгарии, Венгрии и Австрии.
Окончил службу в звании инженер-капитан. После демобилизации в январе 1946 года — вновь на Ростовской студии кинохроники. В 1957 году перебрался в Москву и с апреля того же года начал работать на ЦСДФ.
Автор сюжетов для кинопериодики: «Московская кинохроника», «На Волге широкой», «Наш край», «Новости дня», «Новости недели», «Пионерия», «По Дону и Кубани», «Советский патриот», «Советский спорт», «Советский Юг», «Союзкиножурнал», «Страна Советская. Кинообозрение». Автор воспоминаний военной поры в сборнике «Их оружие — кинокамера» (1970, 1984).
Член ВКП(б) с 1936 года, член Союза кинематографистов СССР с 1957 года.
Скончался 24 мая 1974 года в Москве. Похоронен на Долгопрудненском кладбище.

## Фильмография
- 1940 — В долине нарзана / В долине нарзанов (совместно с В. Петровым)
- 1940 — Цветущая столица
- 1943 — Комсомольцы (в соавторстве)
- 1943 — Партизаны (в соавторстве)
- 1944 — Вступление Красной армии в Болгарию (фронтовой спецвыпуск № 8) (в соавторстве)
- 1944 — Митинг в Бухаресте в день 27-й годовщины Октября (совместно с Г. Донцом, Баратовым)
- 1944 — Победа на юге / Битва на юге (в соавторстве)
- 1945 — Будапешт (фронтовой спецвыпуск № 1) (в соавторстве)
- 1945 — Вена (фронтовой спецвыпуск № 3) (в соавторстве)
- 1945 — В день Победы (спецвыпуск киножурнала «Новости дня») (в соавторстве)
- 1946 — Командир степного корабля
- 1946 — Сельская спартакиада
- 1946 — Страна родная (в соавторстве)
- 1946 — Шахтёры
- 1946 — Штурм преград
- 1947 — В передовом колхозе
- 1947 — В районном центре
- 1948 — Съезд уполномоченных потребкооперации
- 1949 — 32 миллиона (в соавторстве)
- 1950 — Спартакиада Краснодарского края
- 1951 — Колхозная ферма (в соавторстве)
- 1951 — Конники Кубани (совместно с А. Воронцовым, М. Пойченко)
- 1953 — Ростов-на-Дону (совместно с Г. Поповым)
- 1954 — Опыт крупноблочного строительства (научно-популярный; в соавторстве)
- 1954 — О шлакоблоках (научно-популярный)
- 1954 — Опыт крупноблочного строительства (научно-популярный; в соавторстве)
- 1955 — ДОСААФ на селе
- 1955 — На мирной земле
- 1955 — Освобождение Вены (в соавторстве)
- 1956 — В дни спартакиады (в соавторстве)
- 1957 — Великий Октябрь (в соавторстве)
- 1957 — Одни из первых (в соавторстве)
- 1957 — Стартует молодость (в соавторстве)
- 1958 — Так мы живём (совместно с Е. Мухиным)[17]
- 1959 — 2-я спартакиада
- 1960 — Наша земля (совместно с Е. Мухиным, А. Сологубовым)[18]
- 1960 — Поэма об Армении (в соавторстве)
- 1960 — Хоккеисты Канады играют в Москве (в соавторстве)
- 1961 — Матч столетия (в соавторстве)[19]
- 1961 — Наши современники (в соавторстве)
- 1961 — СССР — США: лёгкая атлетика
- 1962 — ВМФ
- 1962 — Колхозная новелла
- 1962 — Три кубка (в соавторстве)
- 1963 — И всё-таки «Спартак» (в соавторстве)
- 1963 — Твёрдый сплав (научно-популярный; совместно с И. Грачёвым)
- 1964 — Кавказ предо мною
- 1964 — Утро древнего Йемена (совместно с С. Коганом)
- 1965 — Дороги зовут
- 1965 — На земле, в небесах и на море (в соавторстве)
- 1965 — Осенний хоровод (совместно с Н. Даньшиным)
- 1965 — Школьница из Севастополя
- 1966 — АПН
- 1966 — Архитектура пионерских лагерей (научно-популярный)
- 1966 — В годы испытаний (совместно с М. Поповой)[20]
- 1966 — Физическое воспитание малышей (научно-популярный)
- 1967 — Московский университет[21]
- 1968 — Московский кооперативный институт
- 1968 — Празднование 50-летия восстановления патриаршества в Русской православной церкви (совместно с А. Сологубовым, И. Филатовым)
- 1969 — За строкой колхозного устава[22]
- 1969 — Товарищи лётчики[23]
- 1970 — По Ленинскому плану (в соавторстве; нет в титрах)
- 1970 — У нас в Подмосковье (совместно с Н. Генераловым, Г. Земцовым, А. Киселёвым)[24]
- 1971 — Так начинается хлеб[25]
- 1974 — Наш друг — вода[26]

Режиссёр
- 1964 — Кавказ предо мною
- 1974 — Наш друг — вода

## Награды
- медаль «За отвагу» (21 июля 1943)[8];
- медаль «За оборону Москвы» (26 сентября 1944)[4];
- медаль «За оборону Кавказа» (27 сентября 1944)[4];
- медаль «За победу над Германией в Великой Отечественной войне 1941—1945 гг.» (29 ноября 1945)[4];
- орден Красной Звезды (24 апреля 1945)[13];

Памятный камень на Пушкинской улице в Ростове-на-Дону

- медаль «Отечественная война 1944—1945 гг.» (НРБ)[27];
- медали СССР[4].

## Память
В Ростове-на-Дону в сквере напротив «Дома кино» (Пушкинская улица, 125) в мае 2015 года открыт памятный знак с фамилиями 11 ростовских фронтовых операторов.

## Комментарии
1. ↑  В некоторых источниках ошибочно указывается Бакинский индустриальный техникум[1][3][4], что противоречит данным личного дела Г. Г. Асланова, хранящегося в Музее кино[2].
2. ↑  По другим данным — с августа 1938 года[4].
3. ↑  Будучи тарифицирован ассистентом оператора, участвовал в съёмках наравне с другими операторами[6].